# Villemagne
Villemagne är en kommun i departementet Aude i regionen Occitanien  i södra Frankrike. Kommunen ligger  i kantonen Castelnaudary-Nord som ligger i arrondissementet Carcassonne. År 2022 hade Villemagne 242 invånare.

## Befolkningsutveckling
Antalet invånare i kommunen Villemagne
Referens: INSEE